# Radikal 125
Radikal 125 mit der Bedeutung „alt“ ist eines von 29 der 214 traditionellen Radikale der chinesischen Schrift, die mit sechs Strichen geschrieben werden.  Mit 7 Zeichenverbindungen in Mathews’ Chinese-English Dictionary gibt es sehr wenige Schriftzeichen, die unter diesem Radikal im Lexikon zu finden sind.
Das Radikal „alt“ nimmt nur in der Langzeichen-Liste traditioneller Radikale, die aus 214 Radikalen besteht, die 125. Position ein. In modernen Kurzzeichen-Wörterbüchern kann es sich an ganz anderer Stelle finden. 
Die Orakelknochen-Form zeigt einen Menschen mit langen Haaren und gekrümmtem Rücken, der sich auf einen Stock stützt alt. Dementsprechend stellt 老 (lao) seine Zeichen in dieses Bedeutungsfeld: 耆 (= über 60 Jahre alt), 耋 (= 70 oder 80 Jahre alt), 耄 (mao = 90 Jahre alt). Ursprünglich bedeutete auch das 老 (lao) sehr ähnlich sehende 考 (kao = eine Prüfung abhalten oder ablegen) alt. 老師 bedeutet Lehrer und so bedeutet das dem 考 sinnverwandte Wort 教 lehren/unterrichten. Das Zeichen 孝 (= Kindespflichten den Eltern gegenüber) enthält 老 (= alt), allerdings reduziert um die untere Komponente 匕, die durch das Kind (子) ersetzt wurde: Söhne und Töchter tun den alten Eltern Gutes. 

## Schriftzeichenverbindungen, die vom Radikal 125 regiert werden
| Striche | Zeichen  |
| ------- | -------- |
| +0      | 老 耂 考 |
| +04     | 耄 者 耆 |
| +05     | 耇 耈 耉 |
| +06     | 耊 耋    |

 Im Unicodeblock Kangxi-Radikale ist das Radikal 125 unter der Codepointnummer 12.156 (U+2F7C) codiert.